# Thomas FitzGerald

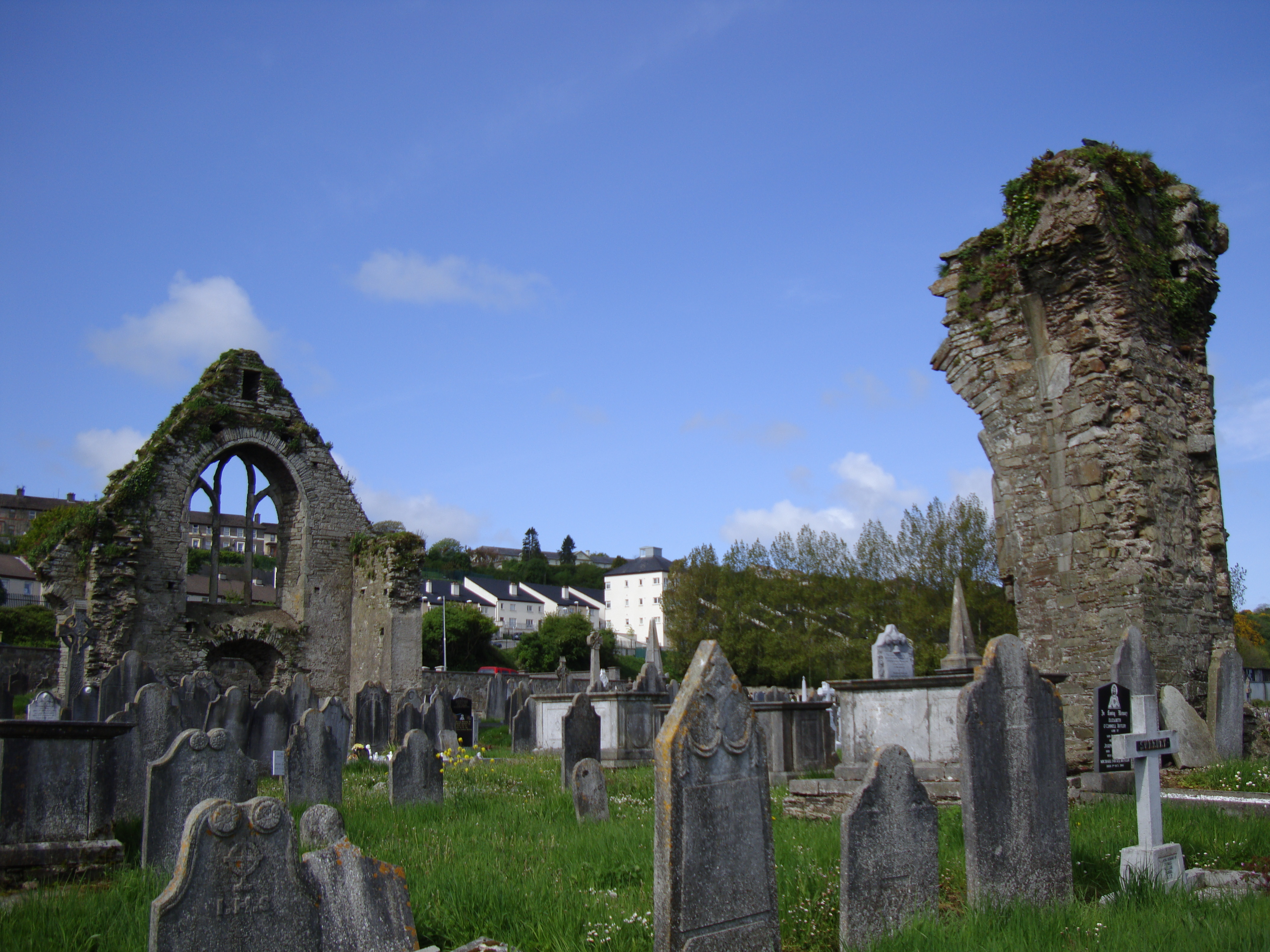
Abadía del norte, Youghal

Thomas Fitzmaurice Fitzgerald, II Barón de Desmond (d. 1298), era hijo de Maurice FitzJohn Fitzgerald y nieto de John FitzThomas Fitzgerald de quien heredó el título.
Thomas recibió la baronía de Desmond, situada en Munster, al suroeste de Irlanda, en 1282. La sucesión de Thomas tuvo una larga minoría (no heredó sus tierras hasta la edad de 21). Su padre y su abuelo habían muerto en la Batalla de Callann en 1261. Los herederos de concesiones no podían adquirir sus tierras y título sin permiso especial, y probablemente sin pagar elevadas tasas, antes de la edad de 21.
Alfred Webb cuenta la siguiente historia:
"[Él] fue llamado 'Thomas an-Apa,' o 'Thomas Simiacus,' por un un incidente qué es así relatado en el Pedigree de Desmond: 'Este Thomas, estando en sus ropas de bebé accidentalmente dejado sólo en su cuna, fue llevado por un simio hasta los cimientos del monasterio de Traly, donde la pequeña bestia, para admiración de muchos espectadores, agitándole mientras todo el mundo corría con sus camas y mantas, pensando en coger el niño cuando cayera del simio. Pero la providencia Divina evitó el peligro; ya que el simio milagrosamente se llevó al niño, y lo dejó en la cuna como le encontró, por cuyo accidente este Thomas fue siempre apodado del simio.' (Una anécdota similar se cuenta del I conde de Kildare, cuya familia adoptó como cresta dos monos 'environados y encadenados.')."
En 1294, Thomas fue nombrado justiciar delegado, actuando como Lord Justicia tras la muerte de William d'Oddingseles. Fue convocado al Parlamento en 1295. Murió en 1298, y fue enterrado en el Priorato Dominico de North Abbey, Youghal, fundado en 1268.

## Matrimonio y descendencia
Thomas Fitzmaurice Fitzgerald se casó con Margaret Berkeley. Sus hijos fueron:
1. Thomas FitzThomas Fitzgerald, III baron Desmond
2. Maurice FitzThomas Fitzgerald, IV Barón Desmond, creado más tarde  Conde de Desmond
3. John FitzThomas Fitzgerald, llamado Sir John de Athassell
4. Joan casada con John (Kittogh) Lord Barry